# Johanne Kippenberg
Johanne Catharine Friederike Kippenberg, geborene Koch (* 9. Februar 1842 in Jever; † 2. November 1925 in Bremen), war eine deutsche Lehrerin und Schulleiterin des Kippenberg-Gymnasiums in Bremen.

## Biografie
Kippenberg stammte aus einem Handwerkerhaushalt. Ihr Vater Gerhard Koch (1803–1880) war Tischlermeister und Bauunternehmer in Jever, ihre Mutter Anna Christine Koch, geb. Oetken (1813–1887), betrieb zeitweise eine Nähschule.
1862 kam sie nach Bremen, um am Lehrerinnenseminar von August Kippenberg ihre Ausbildung zu beginnen. Anschließend übernahm sie gemeinsam mit ihrem Bruder Anton Koch die Leitung einer einfachen Schule in Bremerhaven. Im Februar 1864 legte sie in Bremen ihr Vorsteherexamen ab.
Ihren Ausbilder August Kippenberg, dessen erste Ehefrau ihm nach frühem Tod drei kleine Kinder hinterlassen hatte, heiratete sie 1865 in Jever. 1868 konnte sie mit ihrem Mann das von diesem 1859 privat gegründete Seminar zur Lehranstalt für erwachsene Töchter und Lehrerinnenseminar von August Kippenberg und seiner Frau Johanne Kippenberg erweitern.
Kippenberg schrieb 1868 die Abhandlung Lehrt für das Leben und nicht bloß für die Schule. Darin forderte sie für die Mädchen „im Hinblick der Bildung Gleichberechtigung mit dem Manne“ und verlangte eine „gründliche Bildung für das Leben, den Beruf, wie sei dem Manne zu Theil wird“. Sie verurteilte die Überfrachtung des Unterrichts mit bloßen Details und verlangte vielmehr einen lebensnahen Unterricht, der insbesondere die Zusammenhänge deutlich machen solle.
1872 erhielten August und Johanne Kippenberg die Konzession zur Errichtung einer Höheren Töchterschule, die in den nachfolgenden Jahren zur größten privaten höheren Mädchenschule ganz Deutschlands wurde. Zeitweise ließ sie sich von ihrer Schwester Berta Koch in der Schule vertreten, da sie selbst inzwischen auch sieben eigenen Kindern das Leben geschenkt hatte und zwischen Schulleitung und Seminar einerseits sowie Kinder und Küche andererseits ständig wechselte.
1889, nach dem Tod ihres Mannes, führte sie die Schule noch weitere 15 Jahre lang. Mit beträchtlichem Risiko betrieb sie Anfang der 1890er Jahre den umfangreichen Erweiterungsbau der Schule Am Wall. Zugleich führte sie die Herausgabe des von ihrem Mann begründeten mehrbändigen (Kippenbergschen) Deutschen Lesebuchs für höhere Mädchenschulen fort, das um die Jahrhundertwende an fast allen höheren Schulen in Deutschland das Standardlesebuch für den Deutschunterricht war. 1893 bearbeitete sie umfangreich neu den Lehrplan der Schule, der im Buchhandel in einem 64 Seiten starkem Heft erhältlich war.

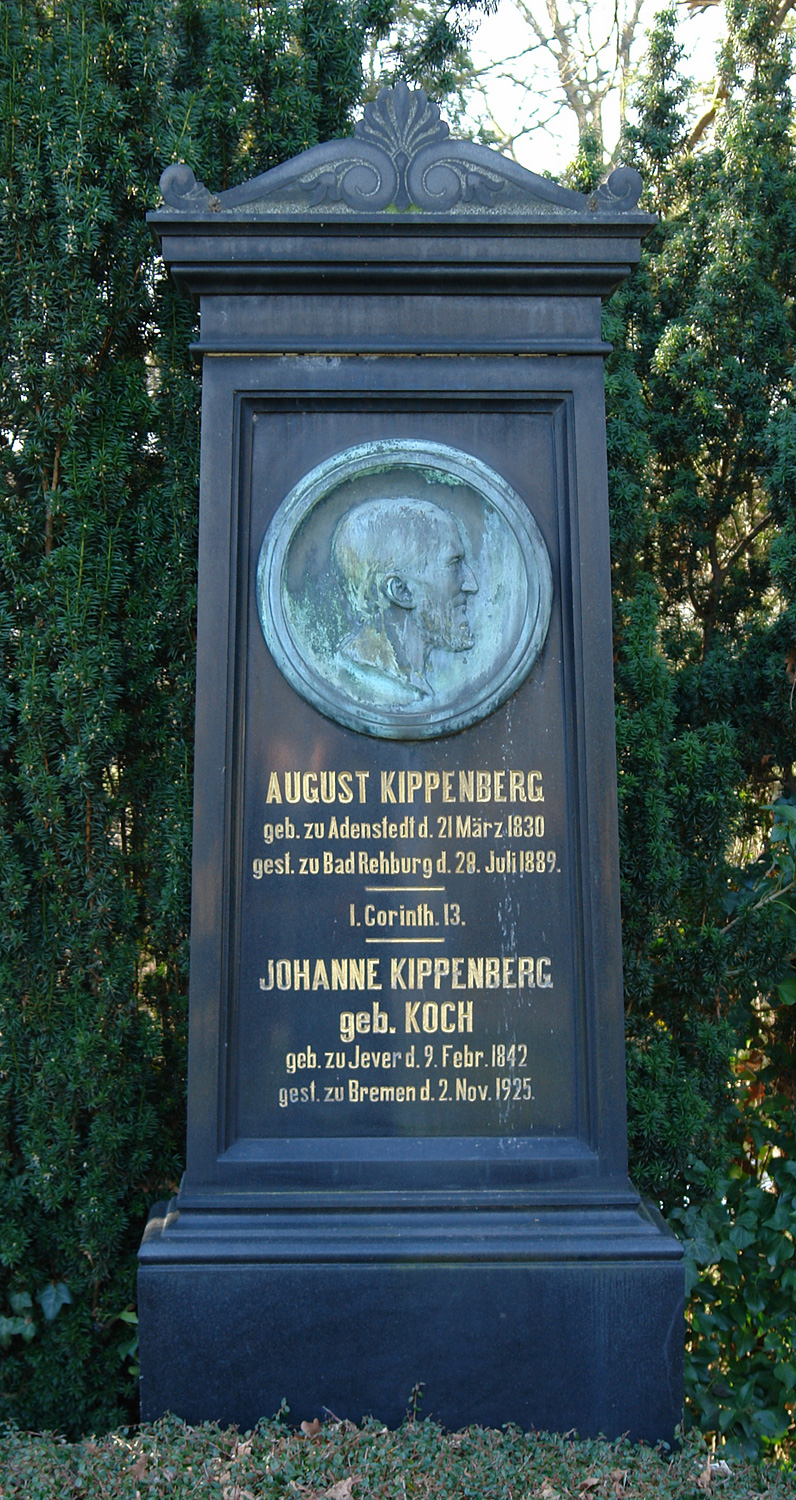
Grabstein auf dem Waller Friedhof

Kippenberg ist es zu verdanken, dass nach dem Tod ihres Mannes die Schule erfolgreich weiterbestand und aus ihr das Kippenberg-Gymnasium hervorgehen konnte. 1904 übergab sie ihrem Sohn Hermann August Kippenberg die Leitung der Schule, deren Weiterentwicklung sie bis zu ihrem Tod weiterverfolgte.

### Nachkommen
Kippenberg hatte sieben Kinder u. a.:
- Johann Friedrich Gerhard Kippenberg (1866–1911), Frauenarzt
- Anna Wegner geb. Kippenberg (1867–1955): Einer ihrer Söhne war der Verleger Max Christian Wegner (1893–1965)
- Hermann August Kippenberg (1869–1952), Pädagoge, Schulleiter
- Heinrich Kippenberg (1873–1960)
- Anton Kippenberg (1874–September 1950), Verleger

## Ehrungen
- In Bremer–Schwachhausen wurde der Johanne-Kippenberg-Weg nach ihr benannt.
- Die Stadt Jever hat 2019 eine Straße nach ihr benannt.[1]